# Striderna vid Göta älv
Striderna vid Göta älv var en serie av slag och belägringar som ägde rum i Göteborgsområdet under 1717 och 1719, mellan försvarande Sverige, och anfallande Danmark-Norge, under slutskedet av stora nordiska kriget. 
Sedan Karl XII tvingats att avbryta sitt anfall mot södra Norge 1716, försökte Danmark-Norge under ledning av den unge kommendören Peter Tordenskjold, att blockera Göteborg och anfalla dess nyanlagda flottbas Nya Varvet på våren 1717, men utan framgång. Under sommaren anfölls också Strömstad, även det utan framgång för Tordenskjold. En konsekvens av anfallen blev att den svenska örlogsflottan i Göteborg, Göteborgseskadern, flyttades från staden, framförallt till Marstrand och några mindre fartyg till Strömstad.
Efter Karl XII:s förnyade anfall mot Norge på hösten 1718, och sedan fredsförhandlingar brutit samman under tidiga sommaren 1719, anföll Danmark-Norge återigen Bohuslän. Målet för operationerna var att få ett snabbt slut på kriget med en landförlust för Sverige, men också att få slut på det svenska kaperiet som tog hårt på Danmark-Norge. Strömstad intogs snabbt i början av juli 1719, och den starka Karlstens fästning i Marstrand erövrades av Tordenskjold, delvis med hjälp av psykologisk krigföring. Under striderna i Marstrand sänktes större delen av Göteborgseskadern av egna besättningar, för att inte komma i fiendehänder. Ett följande dansk-norskt anfall mot fästningen Nya Älvsborg i Göteborgs hamninlopp slogs tillbaka av svenskarna. Innan striderna ebbade ut under hösten 1719 genomförde Tordenskjold återigen ett anfall mot Nya Varvet, med ett mindre antal soldater och mera framgångsrikt än tidigare.

## Bakgrund
Efter att den svenska armén förlorat slaget vid Poltava i juni 1709, förklarade Danmark krig mot Sverige den 8 augusti. Senare ryska anfall innebar att de svenska försvarsanläggningarna i hela Baltikum och delar av Finland erövrades under 1710. Den nya ryska örlogsbasen Kronstadt och andra erövrade baltiska hamnar blev därmed baser för ryska örlogsfartyg.
För den svenska örlogsflottan förändrade detta situationen. Då man tidigare hade kunnat koncentrera sig på att möta hotet från Danmark i södra Östersjön och Öresund, måste man nu också möta hotet från den växande ryska flottan, och framförallt hindra de danska och ryska flottstyrkorna från att samordna och förena sig. I en situation som krävde hårda prioriteringar av de svenska resurserna, var det mycket svårt att också skydda den svenska västkusten och fartygstrafiken i västerhavet med örlogsfartyg, mot den förenade dansk-norska örlogsflottan. Göteborgsområdet kom relativt långt ner på prioriteringslistan, trots att staden fick en allt större betydelse för utrikeshandeln.

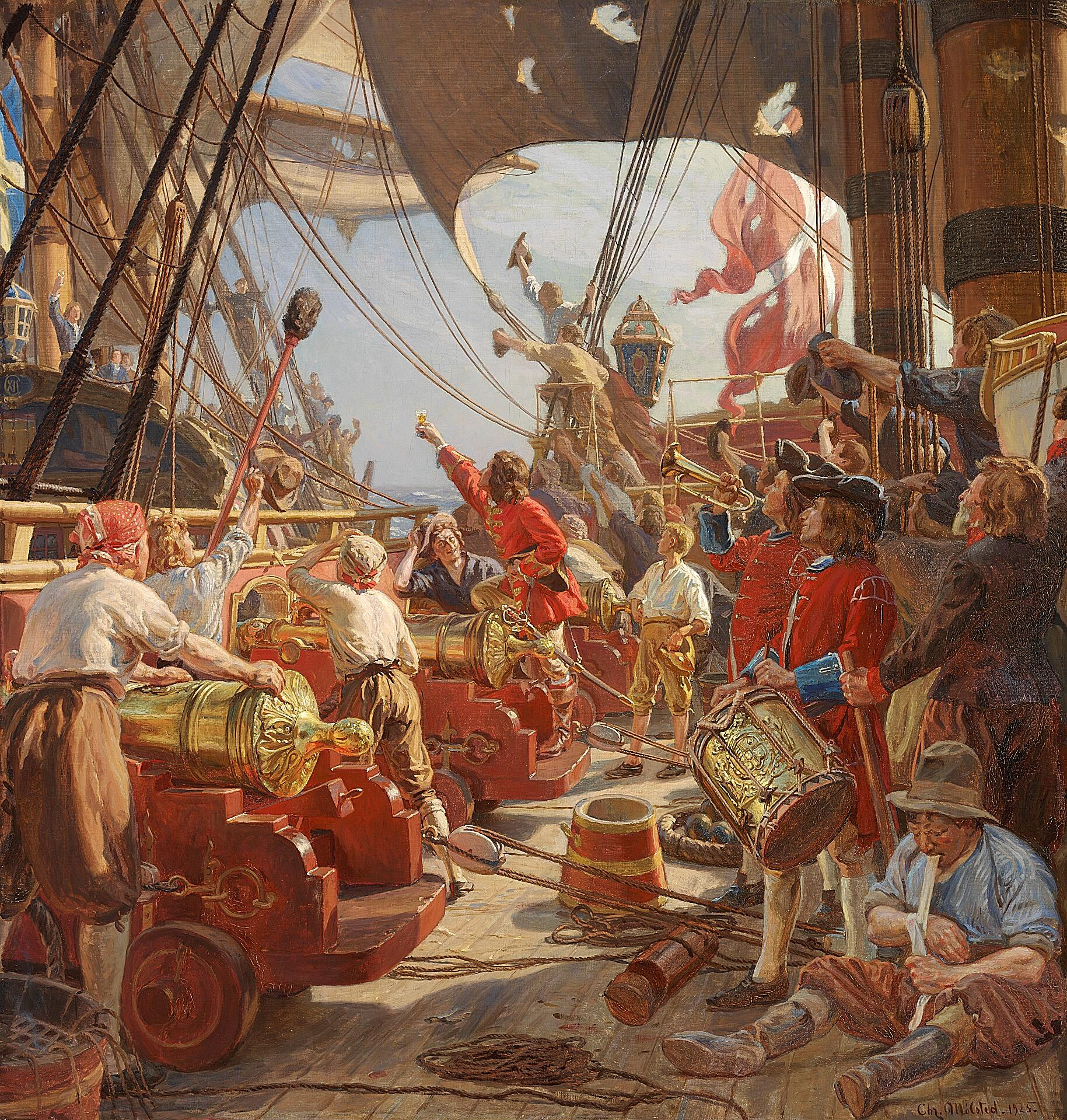
Bilden är en tolkning av en verklig händelse som inträffade den 16 juli 1714, när den danska fregatten Løvendals Galley, under befäl av Tordenskjold, mötte den svenskägda engelska kaparfregatten De Olbing Galley utanför svenska västkusten. Under den följande långa striden sköt det danska fartyget slut på krutet till sina kanoner, och efter en skål mellan befälhavarna skiljdes fartygen åt. Målning av danske konstnären Christian Mølsted.

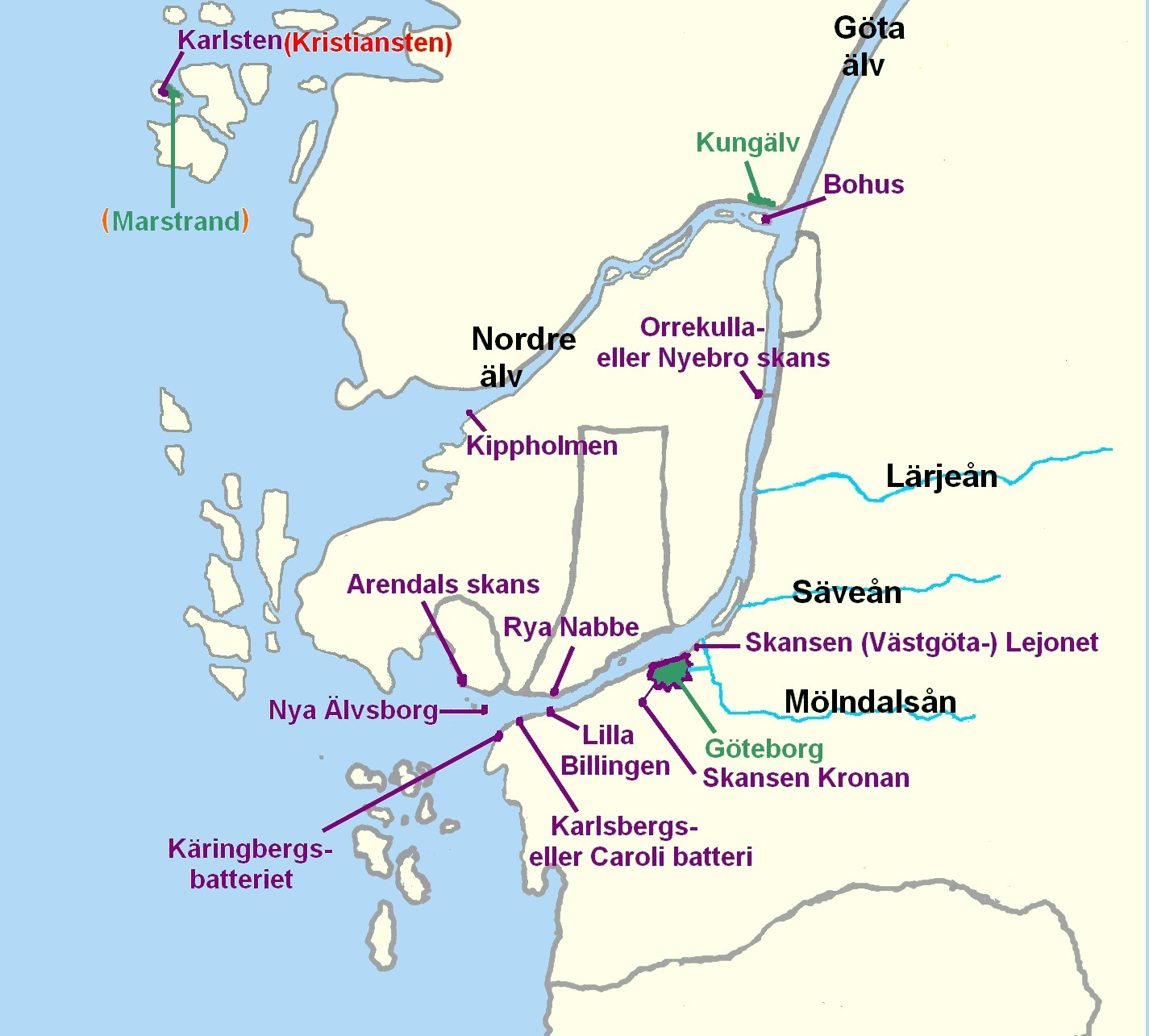
Aktiva befästningar runt Göteborg i samband med stora nordiska kriget 1700-1721

Arbeten med en ny och djupare örlogshamn, Nya Varvet, hade påbörjats år 1700 vid Lilla Billingen i älvmynningen som ersättning för det befintliga Gamla Varvet, längre uppströms vid nuvarande Stigberget. Dessutom hade, förutom Göteborgs stadsfästning, kustfästningarna Nya Älvsborg i Göta älvs mynning, och Karlsten i Marstrand byggts ut under de tidigare årtiondena. 
År 1704 beslöt man införa enrollering i de gamla danska landskapen. Det innebar att den sjövana delen av befolkningen mot vissa förmåner skulle vara skyldig att tjäna örlogsflottan i krig. Få kände sig lockade. I Halland och norra Bohuslän tog många sjövana personer i stället dansk respektive norsk tjänst. På våren 1715 befalldes att av de totalt 140 sjöbefäl som fanns enrollerade i Göteborg, skulle 72 föras över till Stockholm, och flottan i Östersjön.
För att kompensera för de små resurserna till örlogsflottan utfärdades svenska kaparbrev. Detta innebar att besättningar på beväpnade privatägda svenska fartyg kunde med statligt godkännande erövra fartyg från länder som Sverige var i krig med, och som "god pris" sälja de på västkusten erövrade fartygens last i Göteborg. Efter att Kronan tagit tio procent kunde övriga deltagare dela på resten av vinsten. Från 1710 gjorde den mycket inkomstbringande kaparverksamheten  att kaparrederier byggdes upp. Under 1711 utökades kontakterna med amiralitetet, bland annat genom att kaparna fick låna stora mängder vapen och ammunition från kronans förråd i Göteborg. Vid flera tillfällen klagade amiralitetet på att kaparna, utan tillstånd, använde enrolleringsbåtsmän som egentligen skulle tjänstgöra vid örlogsflottan.
Det svenska kaparreglementet utökades 1715, och det blev då även tillåtet för utländska sjökaptener att få  kaparbrev och verka i svensk tjänst. Man behövde heller inte betala någonting av det kapade lastvärdet till staten. Under 1715 fanns 25 aktiva svenska kapare i västerhavet, vilket störde handelstrafiken mellan Danmark och Norge avsevärt. Det största kaparrederiet leddes av Lars Gathe från Onsala. Han adlades Gathenhielm, och utnämndes i januari 1716 till kommendör av Karl XII för att inte bara kunna leda sitt rederi, utan hela den svenska kaparflottan på västkusten som en eskader.

### Karl XII:s norska fälttåg 1716

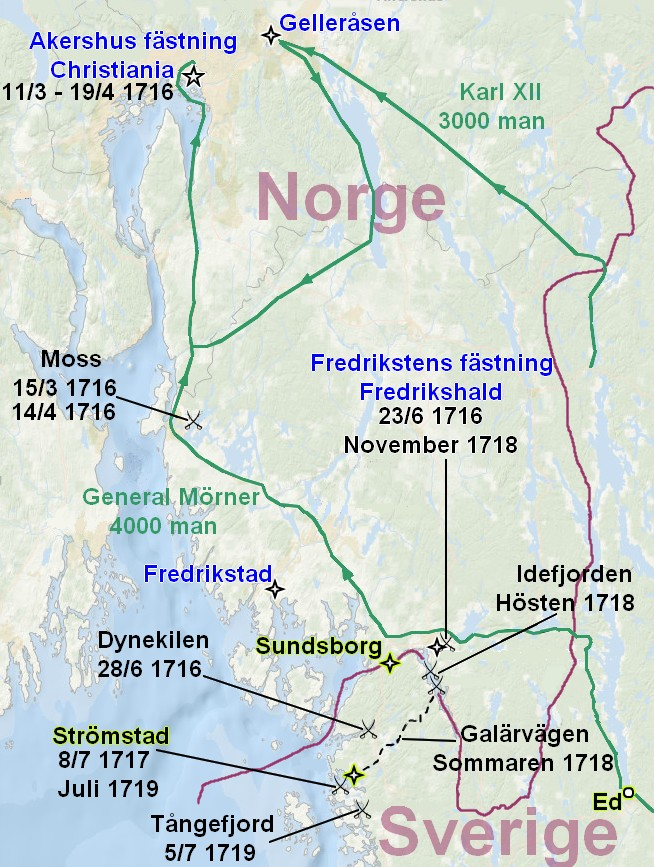
Karta över norra Bohuslän och södra Norge, med krigshändelser i samband med Karl XII:s anfall mot Christiania 1716 (grön linje), och Fredriksten 1718. Dessutom platser för dansk-norska motanfall 1716, 1717 och 1719.

I februari marscherade en liten svensk armé från Värmland, Dalsland och Svinesund in i Norge, med avsikt att inta Akershus fästning i Christiania, nuvarande Oslo, och tvinga Danmark till fred. Efter att ha passerat förbi fästningsstaden Fredrikstad, och Fredrikstens fästning vid nuvarande Halden, kunde Karl XII marschera in i det oförsvarade Christiania den 11 mars, men under ständig beskjutning från Akershus. Efter ett misslyckat stormningsförsök insåg Karl XII att han måste ha tillgång till kraftigare belägringsartilleri. Upprepade försök att besegra de norska styrkorna runt Christiania misslyckades, då general von Lützow drev en skicklig försvarsstrid och undvek fältslag. Detta på grund av att Lützows oövade armé inte kunde mäta sig med de krigsvana karolinerna. Dessutom gjorde den kommande islossningen, att hjälp kunde börja anlända med fartyg från Danmark. Den svåra norska terrängen, avsaknad av utrustning, och det aktiva motståndet från civilbefolkningen gjorde att den svenska armén måste dra sig tillbaka söderut.
En bidragande orsak till det svenska misslyckandet var oförmågan att hindra danskarna till sjöss. Göteborgseskaderns chef, den initiativrike viceamiralen Axel Lewenhaupt, hade "Till fiendernas skada och avbräck, samt besparing för eders K. Maj:t vid närvarande knappa tider"  bara lyckats få en fregatt, Älvsborg (46 kanoner), till sjöss genom att låna ut fartyget till bröderna Gathe mot 20 000 daler silvermynt i borgen, för att segla som kapare. Detta hindrade inte danska örlogsfartyg att från Danmark förse de norska styrkorna med soldater och materiel. Enligt danska generalstabsverket "Kan det sikkert siges at det var Hovedflaadens Skibe, der fik Kong Karl til at forlade Christiania og gaa tilbage". I Göteborg hade viceamiral Lewenhaupt, under stora svårigheter lyckats lasta en transportflotta om 24 fartyg med belägringskanoner, ammunition, proviant med mera. Som skydd avdelades en styrka med sex galärer och en skottpråm. Under ledning av schoutbynacht Olof Knape, senare adlad Strömstierna, drog sig transportflottan långsamt norrut längs kusten. I slutet av april tog man sig in i den skyddande Dynekilen, en fjord mellan Strömstad och Svinesund, och ytterligare transportfartyg tillkom under de följande månaderna.

### Slaget vid Dynekilen

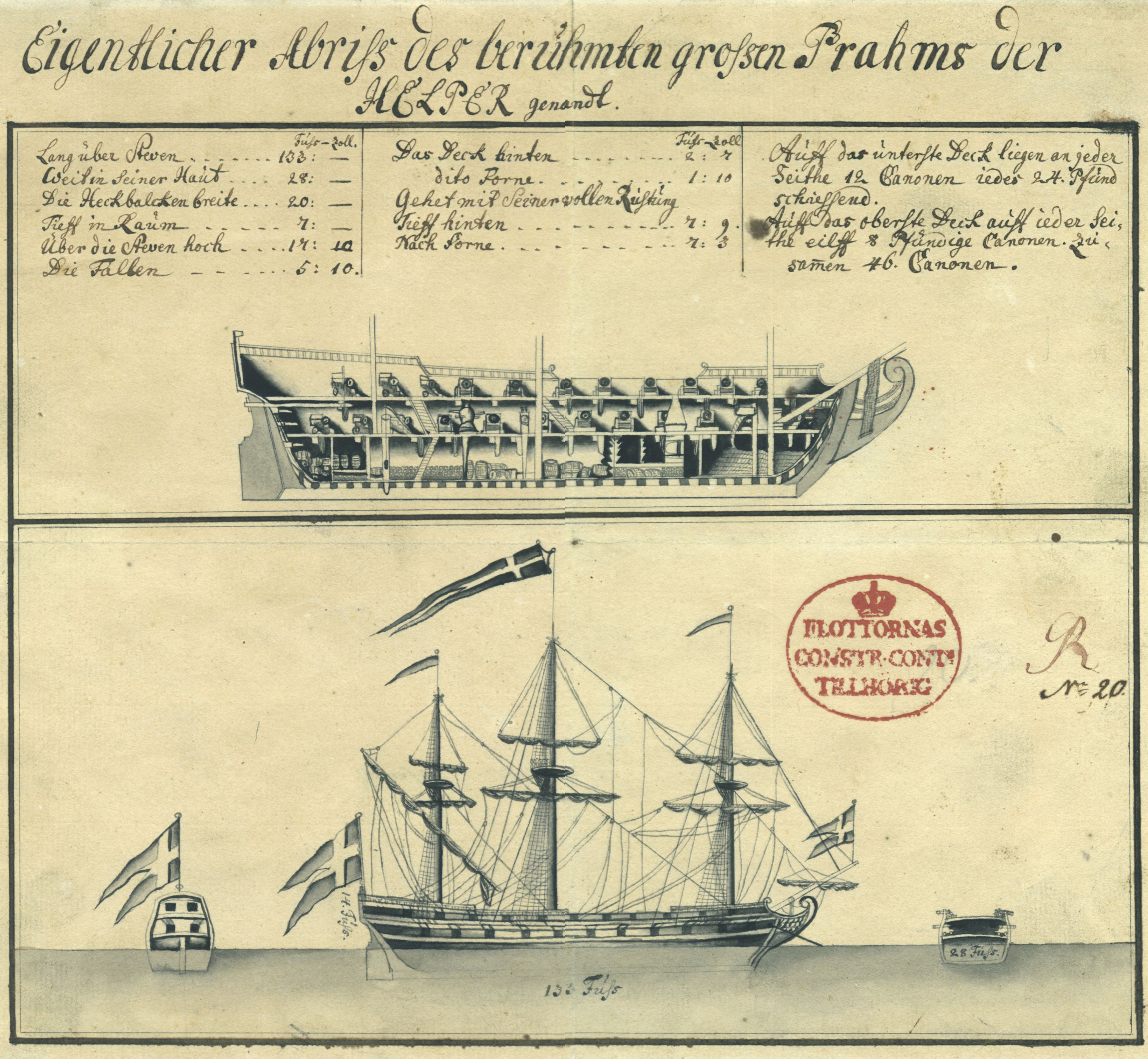
Danska skottpråmen Hjælperen (46 kanoner), från 1700-tals ritning. Fartyget deltog i slaget vid Dynekilen 1716, och anfallen mot Nya Varvet och Strömstad 1717.

På natten den 28 juni inledde den norske kaptenen Peder Tordenskjold ett av de djärvaste, och mest omtalade sjöslagen i Nordens historia. Genom att segla direkt in i den cirka 5 kilometer långa och smala fjorden med fregatter, galärer och skottpråmar togs Strömstierna och svenskarna, längst in i fjorden, med överraskning. Det dansk-norska övertaget i antal kanoner gjorde att hela den svenska transportflottan, efter fem timmars strid, var antingen sänkt eller erövrad.
Utan tillgång till belägringsartilleri, och med överhängande risk att bli avskuren, beordrade Karl XII dagen därpå full reträtt av den svenska armén. Soldaterna hann över till den svenska sidan av Idefjorden, och Tordenskjolds eskader kom inte fram i tid för att hinna förstöra den svenska flottbron vid Svinesund. Den 25-årige Tordenskjold blev befordrad till kommendör, som belöning för sin insats, och i november blev han chef för Norges sjöförsvar. Strömstierna räddade sig i land från galären Wrede och blev, trots förlusten i slaget, befordrad till viceamiral av Karl XII. 
Tidigt under 1717 fanns fortfarande en oro från dansk sida, att Karl XII skulle återuppta sin invasion av Norge. Dessutom fortsatte svenska kapare baserade i Göteborg att erövra handelsfartyg mellan Norge och Danmark. Tordenskjold förberedde därför ett angrepp mot Göteborgseskadern, och så mycket av kaparflottan som möjligt i de båda varvsanläggningarna vid Göta älv. Överraskningsmomentet skulle få stor betydelse, precis som i Dynekilen. Däremot fanns inte planer på anfall mot fästningen Nya Älvsborg, eller mot Göteborgs stadsfästning. I februari började danska örlogsfartyg blockera Göta älvs mynning.

## Anfallet mot Nya Varvet 1717

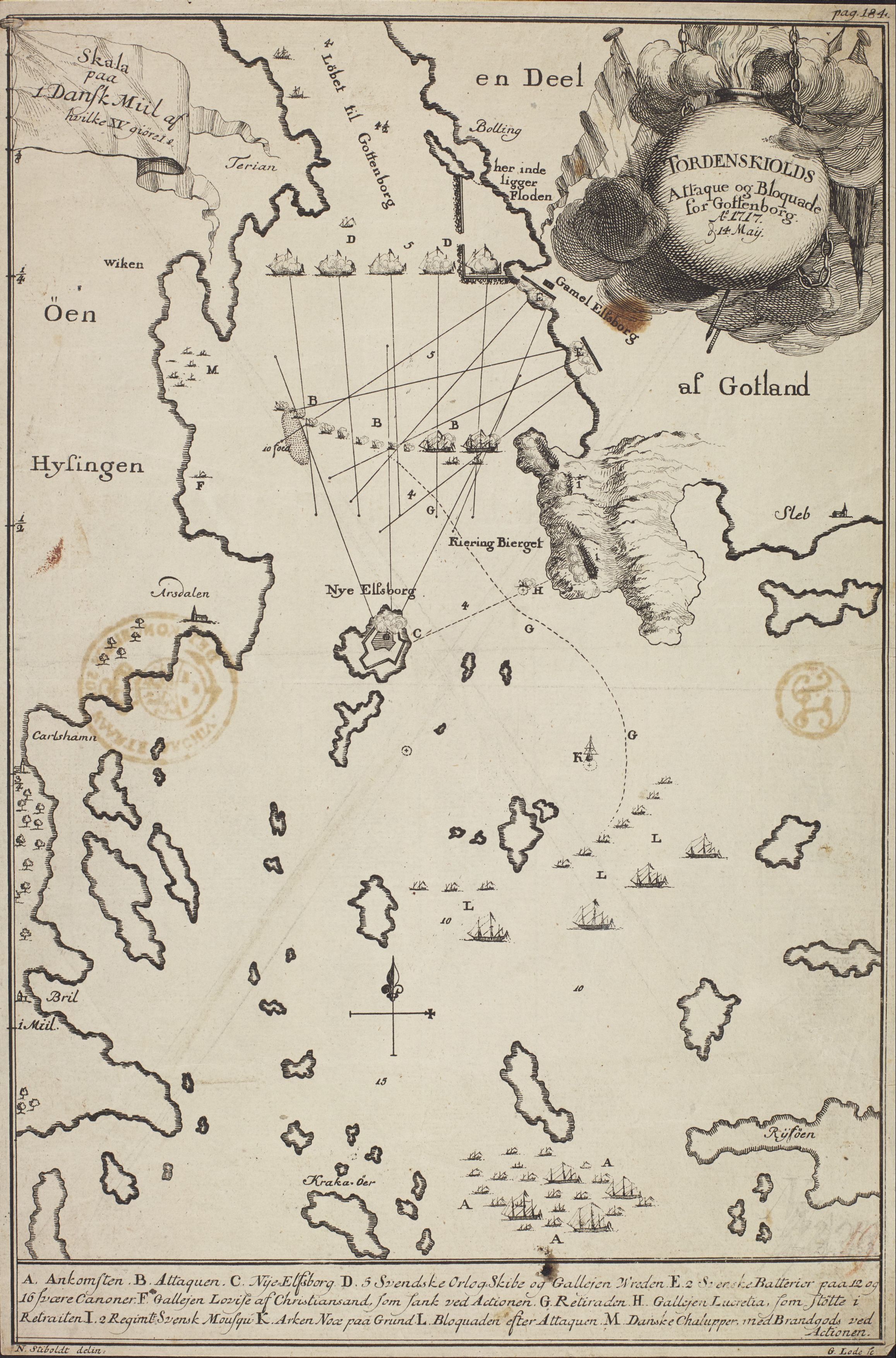
Tordenskiolds Attaque og Bloquade for Gottenborg 1717. Samtida danskt kopparstick, vy från väster. Några felaktigheter är att berget Billingen (Bolling) och Gamla Älvsborg har bytt plats. Dessutom sjönk inte galären Louise (F), utan togs som god pris av svenskarna.

På morgonen den 2 maj 1717 ankrade en dansk-norsk flottstyrka i Göteborgs skärgård. Avsikten hade varit ett överraskande nattligt anfall mot hamnar och varv i Göteborg, men överraskningsmomentet försvann redan från början. Detta på grund av att oenighet mellan de dansk-norska befälen gjorde att en av de nödvändiga skottpråmarna, Arca Noæ, inte kom fram i tid.  Danskarna, under ledning av Tordenskjold, lyckades ändå under natten mellan 2 och 3 maj 1717 manövrera sig förbi Nya Älvsborg med skottpråmar, galärer och slupar, ungefär 100 kanoner och 1 800 soldater.

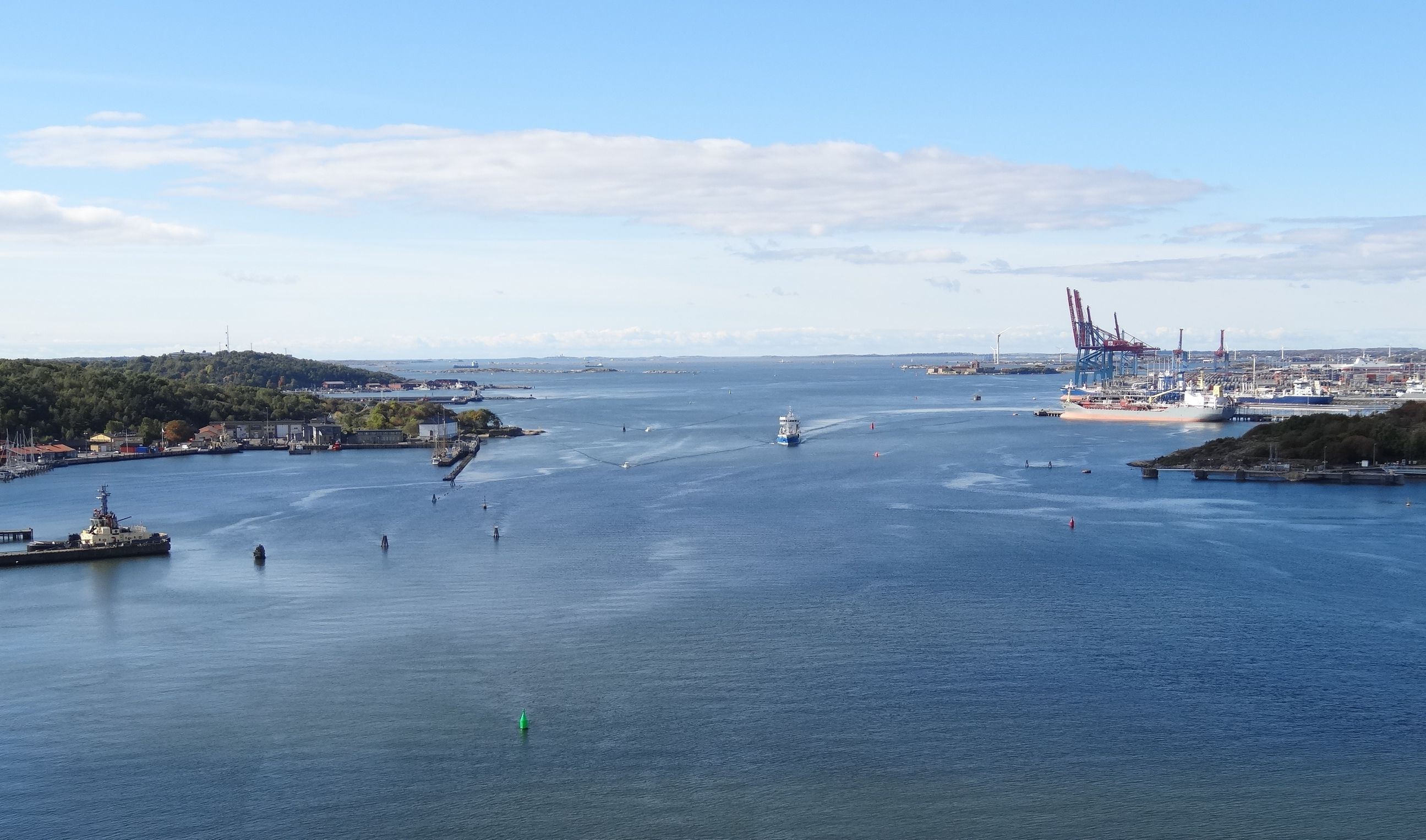
Slagfältet sett från Älvsborgsbron. Till vänster syns Nya Varvet och, längst bort, Käringberget. Till höger syns Rya Nabbe och, bortanför containerkranarna i Skandiahamnen, fästningen Nya Älvsborg.

Svenskarna, som tack vare den danska oordningen inför anfallet fått några timmar på sig att ordna försvaret, leddes formellt av guvernören över Göteborgs och Bohus län, Carl Gustaf Mörner, men i praktiken av Olof Strömstierna. Även Sveriges framtida tronföljare, Fredrik av Hessen, fanns av en tillfällighet i Göteborg och tog del i striderna.
Två av Göteborgseskaderns fregatter, Fredricus och Halmstad hade lånats ut till Gathenhielm, på samma sätt som Älvsborg tidigare. Fredricus befann sig till ankars vid Nya Älvsborg, fullt rustad och på väg ut på kaperi. Även Halmstad var rustad, men saknade besättning. Dessa två fregatter, tillsammans med ytterligare två från Nya Varvet, bildade snabbt en spärrlinje på Göta älv mellan Nya Varvet och Rya Nabbe. Strömstierna försåg fartygen med bomstängsel och balkar för att hindra danskarna från att äntra. Dessutom placerades galären Wrede i örlogshamnen. Utöver det hade Nya Älvsborg rustats upp med en besättning på 400 soldater och 90 kanoner. De två kanonbatterierna Lilla Billingen och Rya Nabbe med 12 grova kanoner vardera hade också bemannats liksom Käringberget där det fanns infanteri bestående av det Sachsiska infanteriregementet under överste Zengerlein, vilket bestod av värvade före detta 
sachsiska krigsfångar. Dessutom fanns Smålands tre- och femmänningsregemente till fot, samt ett från olika regementen handplockat elitförband, Grenadjärbataljonen, bestående av grenadjärer under befäl av Johan Clausen. Totalt fanns ungefär 1 000 svenska soldater och 200 kanoner vid Göta älvs mynning.
Beskjutningen utgjorde en korseld från fästningen Nya Älvsborg, försvarslinjen över älven och landbatterierna mot Tordenskjold och hans fartyg. Vid åttatiden på morgonen blev danskarna tvungna till reträtt, eftersom man inte kunde bryta det svenska försvaret. Ut från Göta älv, med en ostlig vind, seglade den danska styrkan med en aningen reducerad flotta. Två galärer var tvungna att lämnas till svenskarna. Anfallet hade kostat den danska eskadern 52 döda och 79 svårt sårade. Dessutom var 40 lätt sårade, som kunde fortsätta att arbeta.  Tordenskjolds överordnade i Köpenhamn ifrågasatte hans omdöme med att genomföra anfallet trots de dåliga förutsättningarna. På kvällen den 15 maj hävdes blockaden av Göteborg, och Tordenskjolds eskader seglade mot Norge.

## Kriget i norra Bohuslän

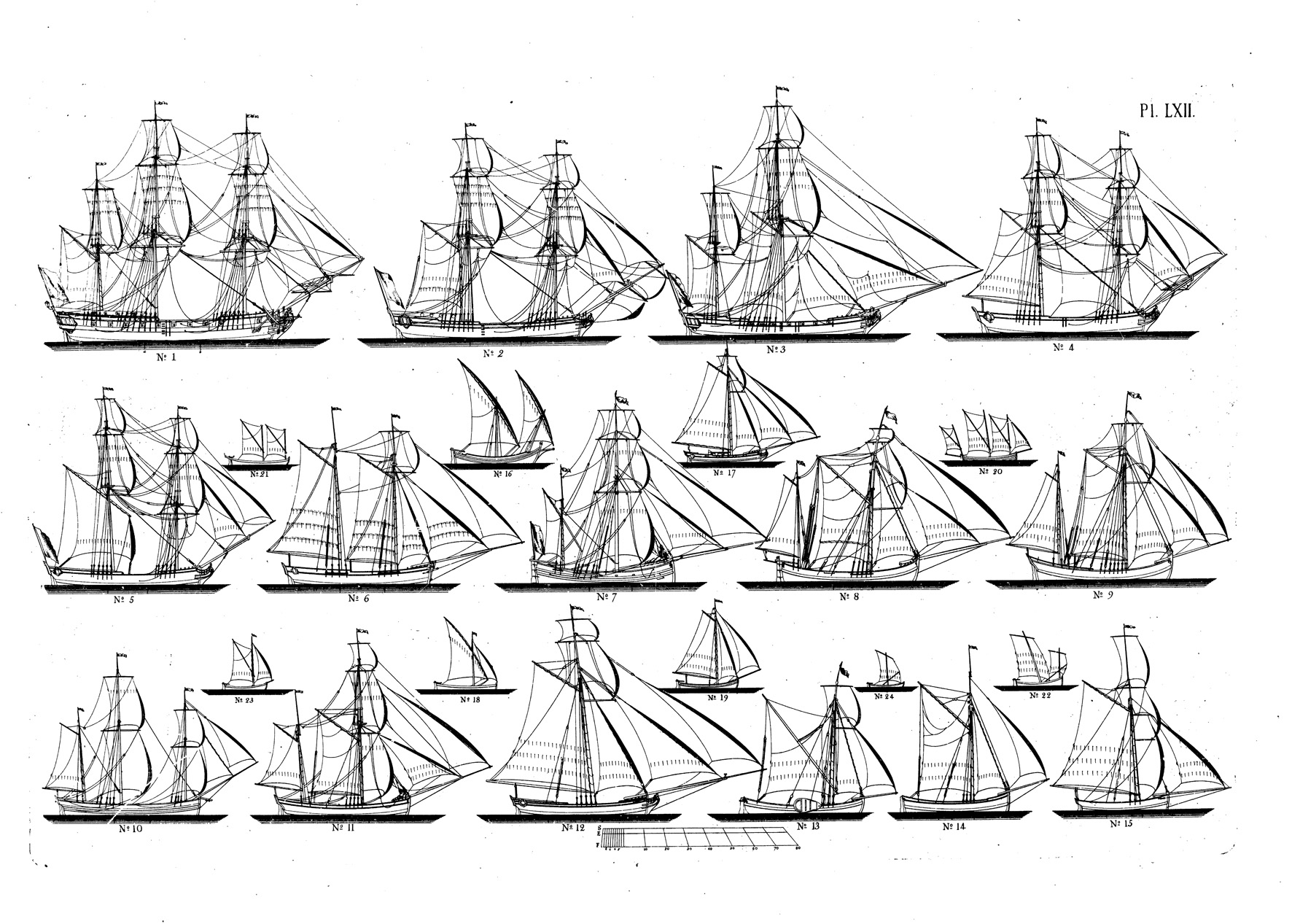
"Visar utseendet av de flere slags Taklingar, som mäst brukas på Skepp och andre fartyg; hvaraf Fartygen gemenligen få Namn. 1. Fregat 2. Snaw 3. Kitz eller Hukare 4. Brigantin eller Brigg 5. Billender 6. Scooner 7. Hållensk fisk Hukare 8. Hartlooper Galleoth 9. Galleass 10. Kreyare 11. Hukare Jagt 12. Jagt 13. Chalk 14. Hoy, Engelsk 15. Engelsk Cutter 16. Tartane 17. Spehl Jagt 18. Fransk Skjeps-båt med latins segel 19. Svensk Skjeps-båtmed Jagtsegel 20. Engelsk Deal Cutter med 3:ne sprisegel 21. Slup med 2:ne Sprisegel 22. En Britonsk Fisk-båt 23. En skjeps-Julle med sprisegel och stagfock 24. En Stockholms Lots-båt".Ur Fredrik Henrik af Chapmans Architectura Navalis Mercatoria.

Efter det att Tordenskjold slagits tillbaka från Göteborg i maj 1717, bedömde den svenska militärledningen att Strömstad var i ett utsatt läge mot dansk-norska anfall och behövde förstärkning. Kommendör Nils Gyllenschruf lyckades genomföra en transport från Göteborg med 900 soldater, kanoner, ammunition och spannmål som var framme i Strömstad den 14 juni. Trupperna var Hallands regemente, och den tidigare nämnda grenadjärbataljonen. Dessutom beordrades Västerbottens regemente att marschera till Strömstad. Nu började ett omfattande befästningsarbete, och den 29 juni kunde befälhavaren vid norska gränsen, generalmajor Johan Giertta rapportera att två av kanonbatterierna var färdiga, och de övriga två nästan färdiga.
Den 8 juli anföll Tordenskjold Strömstad med en eskader, och efter inledande kraftig beskjutning försökte man sätta iland  soldater med hjälp av galärer. Anfallet misslyckades sedan några anfallande galärer gått på grund, och eldgivningen ifrån danska linjeskepp och skottpråmar inte hindrat svenska soldaters motanfall. På 15-20 meters avstånd, 8-10 famnar enligt dansk källa, kunde grenadjärer och västerbottningar avfyra förödande muskötsalvor. De danska förlusterna var 96 döda och 246 sårade, bland de sistnämnda var Tordenskjold själv som blödande och nästan medvetslös fick föras tillbaka till linjeskeppet Laaland. Han ersattes som befälhavare av den mera försiktige schoutbynachten Andreas Rosenpalm.
I september 1717 besökte Karl XII Strömstad och Göteborg. Han beslöt därefter att Göteborgseskadern skulle flyttas och de större fartygen, fregatterna, placeras i det bättre befästa Marstrand. De mindre fartygen skulle däremot baseras i Strömstad. Varvsanläggningar som saknades, framförallt i Marstrand, skulle enligt kungen byggas upp så snart som möjligt.
En av lärdomarna från fälttåget 1716 var att inte ha stora svenska förråd i Norge. Därför utförde närmare 40 transportfartyg mellan april och oktober 1718 cirka 150 fartygstransporter i 14 konvojer från Göteborg, Uddevalla med mera, till fältmagasin och upplagsplatser i Strömstad. Transporterna skyddades av Göteborgseskaderns småfartyg, brigantiner och galärer, medan fregatterna i Marstrand var stillaliggande i brist på utrustning och manskap. Enda undantaget var fregatterna Varberg, Halmstad och Fredricus, som ställts till Gathenhielms kaparrederis förfogande. Dessutom var ytterligare 13 svenska kapare aktiva, och gjorde farvattnen osäkra ända ner mot Engelska kanalen.

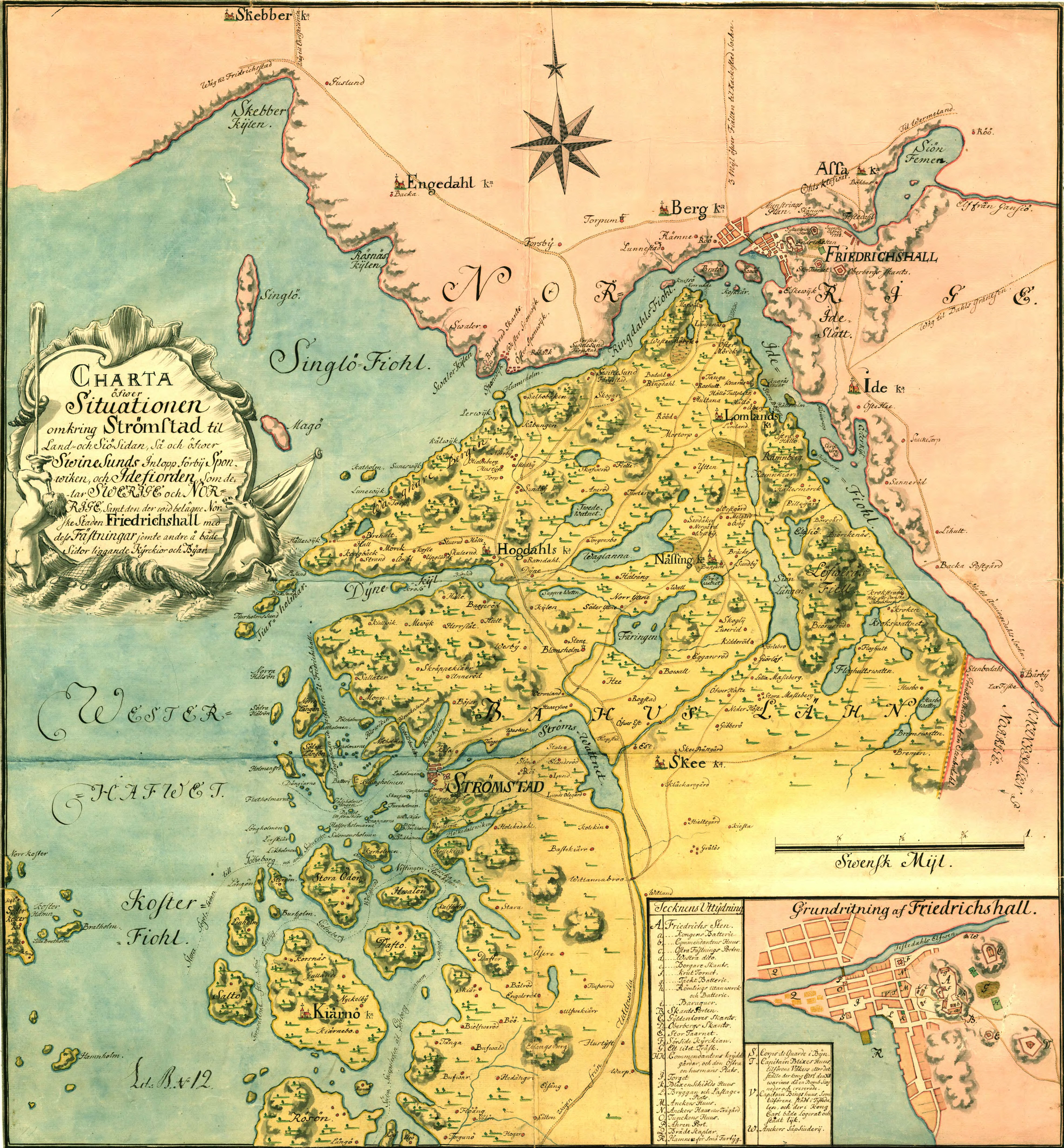
Karta över norra Bohuslän och gränsområdet till Norge från 1749, med detalj av försvaret runt norska staden Halden (Friedrichshall).

 På Idefjorden fanns en liten norsk eskader, som skulle kunna anfalla de svenska förråden i Strömstad, eller bli ett hot mot de svenska trupperna som återigen planerade att gå över gränsen. Eftersom infarten till Svinesund var spärrad av fartyg och norska kanonbatterier, beslöt Karl XII att ett antal av galärflottiljens fartyg skulle släpas över land från Strömstad till Trångsviken i Idefjorden, en sträcka på ungefär två mil. Det var ett mycket mödosamt arbete att släpa fartygen i den svåra terrängen med smala hålvägar, sankmark och grunda sjöar med dybotten. För det tyngsta fartyget, brigantinen (halvgalären) Luren, tog förflyttningen två månader. Detta berodde på att det cirka 40 ton tunga fartyget fastnade i sankmark och inte gick att rubba. Med hjälp av de tillkallade tekniska experterna Christopher Polhem, och Emanuel Swedenborg kunde Luren slutligen tas loss. Den 10 september tvingade de svenska brigantinerna, skärbåtarna och sluparna under Karl XII:s ledning, i en strid på Idefjorden, den norska fartygsstyrkan till reträtt tillbaka till Fredrikshald.
Efter det förnyade anfallet mot Norge hösten 1718 och Karl XII:s död vid Fredrikstens fästning den 30 november, marscherade den svenska armén tillbaka över gränsen till Sverige. Eftersom den svenska östkusten hotades av Ryssland, var den nya situationen också en möjlighet för Danmark-Norge att samtidigt återta områden på svenska västkusten, och det fanns sedan tidigare omfattande planer på anfall till lands och sjöss mot Bohuslän. De stora förråd som hade byggts upp i Strömstad 1718 för att förse Karl XII:s armé med materiel, var nu allvarligt hotade vid ett dansk-norskt motanfall, och under vintern och våren 1719 pågick svenska fartygstransporter med kanoner och materiel från Sundsborg och Svinesund via Strömstad söderut till Uddevalla och Göteborg, för att så snabbt som möjligt tömma de överfulla förråden. Detta innebar också att norra Bohuslän blev allt svårare att försvara.

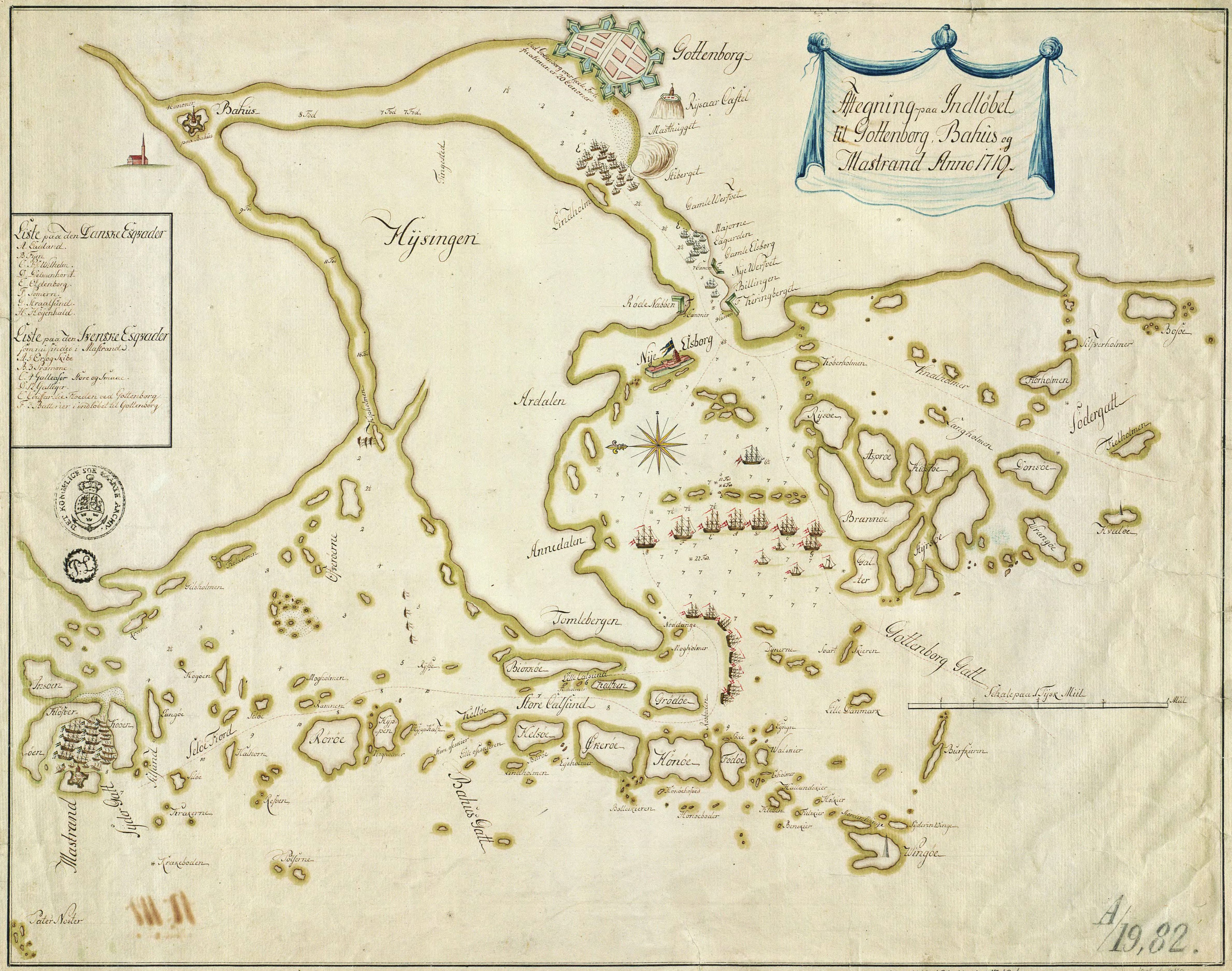
Dansk situationskarta över området mellan Göteborg och Marstrand våren 1719. Kalvsund och Rivöfjorden spärras av danska örlogsfartyg. Handelsfartyg vid Klippan och Stigberget kommer inte ut. Göteborgseskaderns fregatter ligger orustade i Marstrand. Några mindre svenska fartyg håller vakt vid Kippholmen i Nordre älvs mynning. Djup anges i famnar eller danska fot (fod).

 Den 27 mars 1719 ankrade en dansk-norsk flottstyrka, bestående av fyra linjeskepp och en fregatt, på Rivö fjord utanför Göteborg. Den blockerande styrkan leddes återigen av Tordenskjold, nyligen befordrad till den lägre amiralsgraden schoutbynacht. Han hade order att inte anfalla Göteborg, för att inte äventyra de fredssamtal som pågick i Stockholm under våren. I början av juni hade den blockerande flottstyrkan ökat till sju linjeskepp, två fregatter, fyra skottpråmar, två flytande batterier, ett "bombarderskip", fem galärer och två gallioter. De mindre danska fartygen försökte att hindra den svenska sjötrafiken mellan Nordre älv och Marstrand. I mitten av juni kom ytterligare 26 danska handelsfartyg från Öresund med förråd till den danska belägringsflottan.
I slutet av maj kom en svensk konvoj av transportfartyg från Strömstad till Marstrand, där omlastning skedde till mera grundgående fartyg för vidare transport genom Nordre älv till Göteborg. En del av konvojen återvände därefter till Strömstad. Den 23 maj övertog fältmarskalk Carl Gustaf Rehnskiöld befälet över de svenska trupperna i Bohuslän, och i början av juni genomfördes en inspektionsresa i landskapet. Försvarsanordningarna behövde förbättras på flera platser, och order gavs om att öka arbetet med att tömma förråden i Strömstad både land- och sjövägen.
På grund av att den danska blockadstyrkan utanför Göteborg hade ovanligt mycket soldater ombord, cirka 1 300 man, och flera specialfartyg för att kunna beskjuta kustnära försvarsanläggningar, gjordes bedömningen att danskarna planerade en attack mot Marstrand, eller Nya Älvsborg. Göteborgeskaderns avdelningschef i Marstrand, kapten Erik Sjöblad, fick order att förtöja eskaderns fregatter och galärer på lämpligt sätt för att kunna försvara de bägge inloppen till hamnen. Rehnskiöld gav också order om att fartygen skulle klargöras för sänkning i hamnen.

## Anfallet mot Bohuslän 1719
Sedan fredsförhandlingarna i Stockholm misslyckats, beslöt den danske kungen Fredrik IV att sätta sina anfallsplaner i verket. I sydnorge fanns över 30 000 soldater, och förutom anfall norrifrån mot Strömstad var en sjötransport planerad med 8 000 soldater som skulle landsättas på Hisingen. De svenska transportfartygen i Strömstad hade inte hunnit komma iväg, när den danske viceamiralen Andreas Rosenpalm spärrade vägen med en flottstyrka, bland annat bestående av tre fregatter och fyra galärer, i slutet av juni. Efter det att Rehnskiöld, tillsammans med chefen för Göteborgseskadern amiral Jonas Fredrik Örnfelt, bedömt läget på plats och fått underrättelse om att "den Norska Krigsmachten, under Konungens egit samt Chronprintzens anförande war uti anmarche", gavs order om att transportflottan skulle sänkas. Galärer och ett mindre fartyg skulle försöka att nattetid smyga sig ut genom en inre farled, men då denna också var blockerad sprängdes slutligen Göteborgseskaderns galärer Kristiania, Lovisa, Bellona och brigantinen Pollux vid Tångefjärden, Tångeflo på nutida sjökort, söder om Strömstad den 5 juli. Samtidigt sänktes skottpråmarna Strömstad och Gå På, bestyckade med 20 kanoner vardera, och fjorton fullastade transportfartyg i Strömstads hamn. Kvarvarande förråd öppnades, så att både civilbefolkning och militär kunde ta för sig så mycket de kunde, resten förstördes. Strax därefter marscherade de svenska trupperna, bland annat Gröna dragonerna, från Strömstad söderut mot Uddevalla. Totalt fanns cirka 5 000 soldater i Bohuslän under Rehnskiölds befäl, inklusive fästningsgarnisonerna i Göteborgs stadsfästning, Nya Älvsborg och Karlsten. Den 6 juli kom de första danska trupperna till Strömstad, och den 8 juli var Fredrik IV med ytterligare soldater på plats i den oförsvarade staden.

### Anfallet mot Marstrand

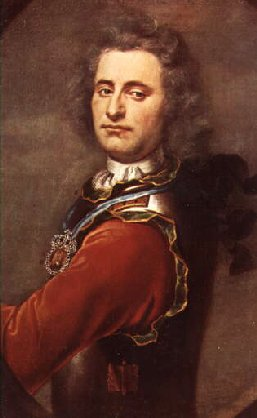
Den 29-årige viceamiralen Peder Tordenskjold, målad av Bathasar Denner 1719. Fredriksborgsmuseet

Den 10 juli 1719 kunde man från Karlsten räkna 18 anfallande danska fartyg. Under dagarna dessförinnan hade danska fartyg från en flottstyrka som sedan tidigare blockerade Göteborg, försökt hindra fartygstrafiken mellan Marstrand och Tjuvkil, och det hade blivit allt tydligare för svenskarna att schoutbynachten Tordenskjolds angreppsplaner gällde Marstrand.  Efter landsättning av soldater och kanoner på Koön började beskjutningen av fästningen. Tordenskjold ville undvika att beskjuta de stillaliggande fartygen i hamnen, i hopp om att kunna erövra dem oskadda.

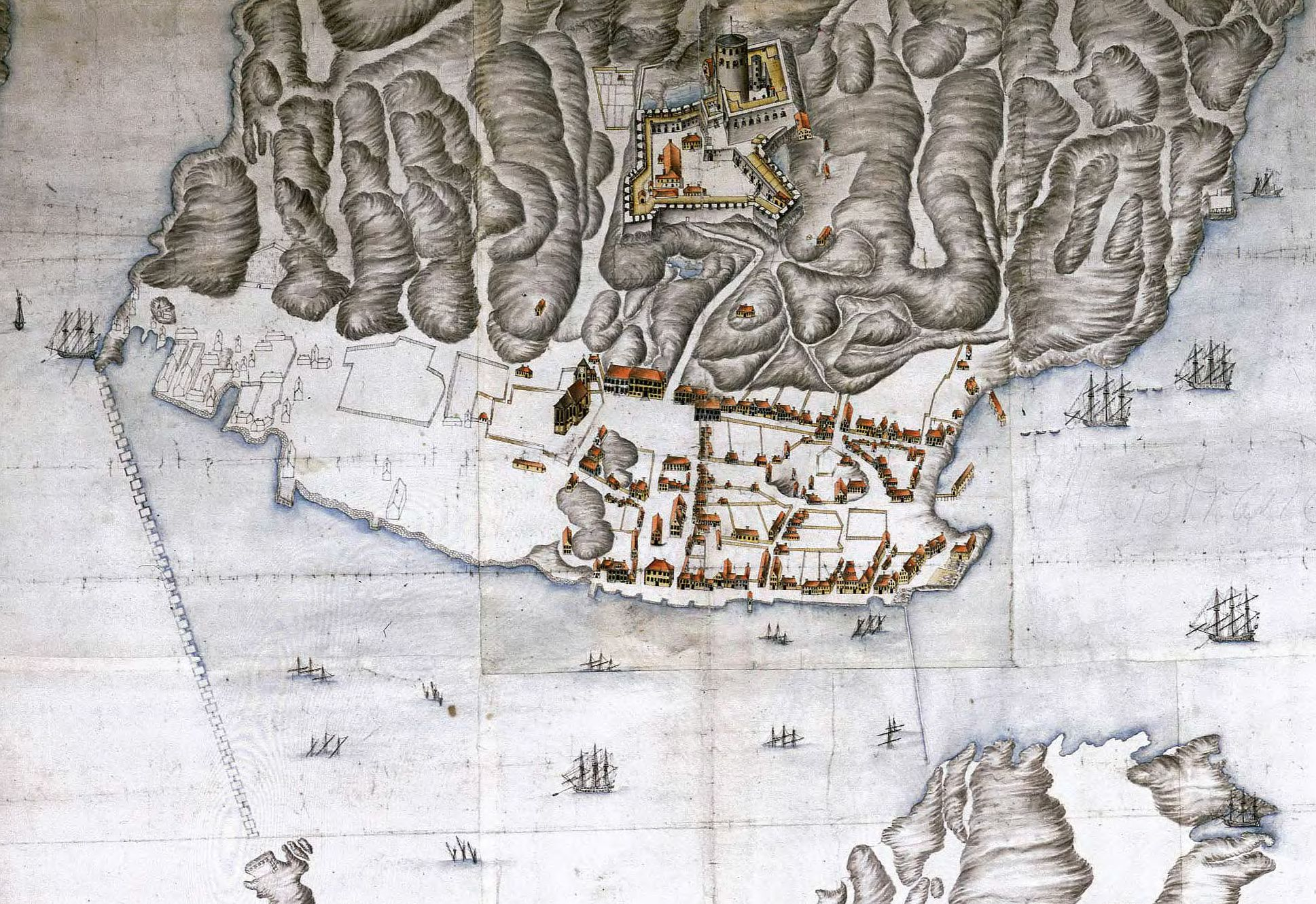
Detalj från dansk situationskarta över Marstrand och Karlsten 1719. Alla svenska fartyg innanför avspärrningarna i hamnen har sänkts, utom fregatten Varberg.

Sedan danska soldater erövrat utanverken runt Karlsten, Hedvigsholm och Antonetta, kunde de den 12 juli tränga in i staden. För att inte Göteborgseskaderns fartyg skulle falla i danska händer verkställes de tidigare åtgärderna för sänkning. Fregatterna Halmstad, Stettin och Kalmar, alla med 46 kanoner, Fredricus med 36, och Charlotta med 30, sänktes i hamnen. Dessutom sänktes flera stora galärer, en jakt och två brännare. Danskarna lyckades hindra sänkningen av några fartyg, bland annat fregatten Varberg. Den 14 juli skickade Tordenskjold brev till den svenske kommendanten, överste Henrich Danckwardt, och påminde om Karlstens utsatta läge, med väntade förstärkningar från sydnorge. Danckwart höll krigsråd med sina officerare, och man beslöt den 15 juli, efter att ha gått igenom situationen, att kapitulera. Den 17 juli fördes svenskarna iland vid Tjuvkil, och den danska fästningen Kristiansten i Marstrand kunde därefter användas som stödjepunkt för Tordenskjolds fortsatta anfall i göteborgsområdet.
Fältmarskalk Rehnskiöld, som fått information om att fientliga styrkor på flera tusen man väntades landstiga på Hisingen, ville samtidigt inte överge området runt Uddevalla, med sina viktiga vägförbindelser mot Vänersborg och Dalsland. Han sände därför den bataljon från Skaraborgs regemente under befäl av överste Georg Bogislaus Staël von Holstein som sedan tidigare fanns vid Uddevalla, söderut för att förstärka de soldater under befäl av generalmajor Göran Silfverhielm som redan fanns på Hisingen, men lät resten av de svenska styrkorna vara kvar vid Uddevalla.

### Anfallet mot Nya Älvsborg

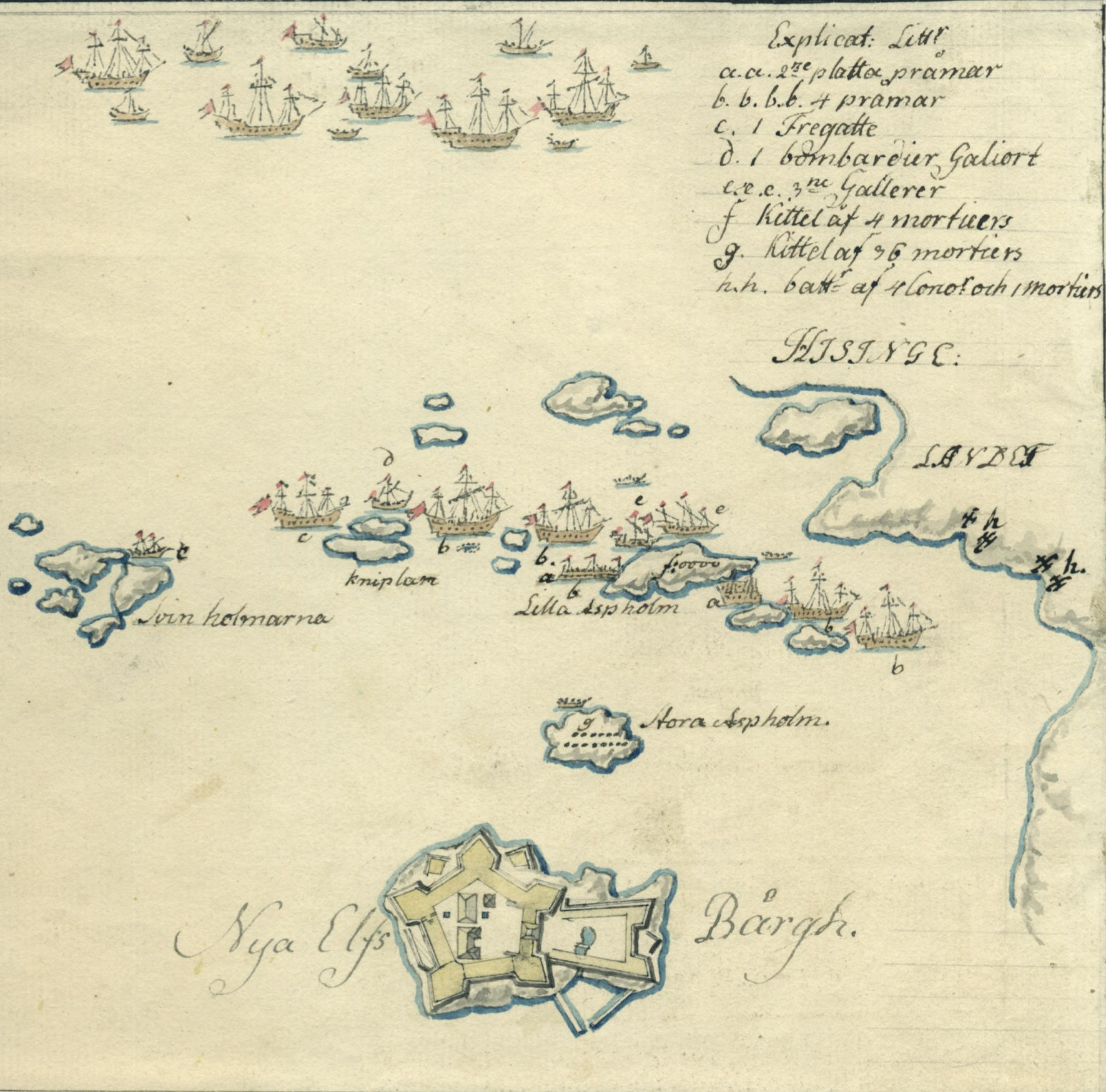
Samtida karta över Tordenskjolds anfall på Nya Älvsborg i juli 1719.

Den 19 och 20 juli återsamlade Tordenskjold sina fartyg på Rivö fjord, sju linjeskepp, två fregatter, fyra skottpråmar, tre flytande batterier samt fyra galärer, vilka totalt omfattade runt 500 kanoner och cirka 6 000 man.  Den 21 juli inleddes ett anfall mot Nya Älvsborg, i första hand med skottpråmar och flytande batterier.  Danskarna grupperade sig i skydd av öarna runt fästningen och batterier med mörsare upprättades på de närliggande Aspholmarna, därefter tog bombardemanget fart.

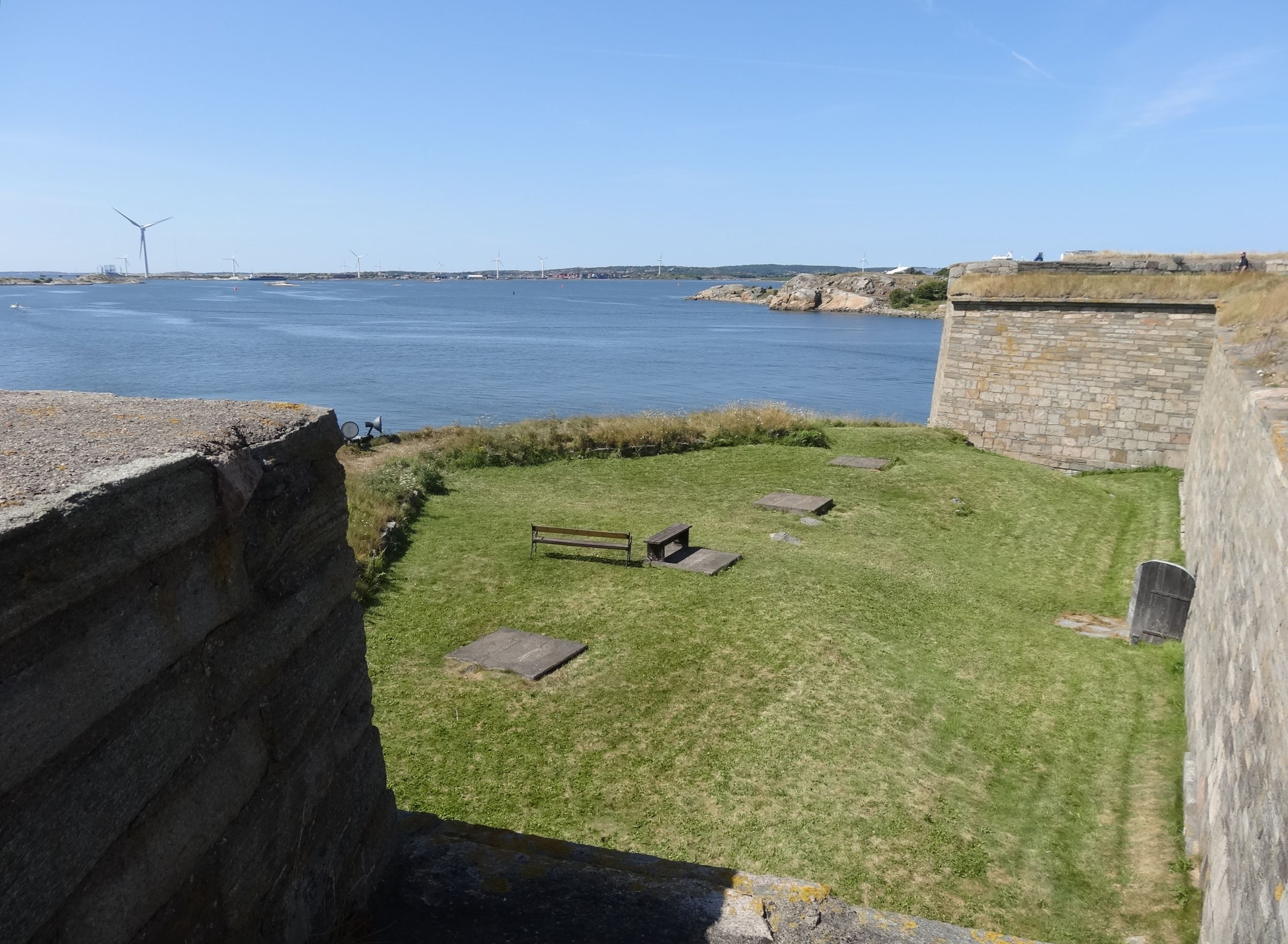
Utsikt från bastion Havsfrun mot nordväst. Bortom ravelin Rosenlund närmast, syns bastion Valfisken och en del av Stora Aspholmen.

Svenskarna hade vid den här tiden en besättning på runt 360 man fördelade på norra och södra Kinds kompanier ur Älvsborgs regemente, ett kompani ur Zengerleins sachsiska regemente samt fästningens ordinarie artilleripersonal, under ledning av Johan Abraham Lillie. Artilleriet räknade till cirka 90 pjäser på fästningen av olika kaliber, förutom vanliga kanoner även mörsare och haubitsar.
Under tre dagar besköts fästningen konstant utan några längre uppehåll. Skadorna blev omfattande och bland annat förstördes en mur till följd av ett exploderande krutförråd. Även det tre våningar höga tornet skadades svårt. Trots detta vägrade Lillie en kapitulation, och besvarade de upprepande danska buden med att han: hellre ville föras tillbaka till Göteborg som ”en död Lillie än en levande Danckwardt”. 
Georg Bogislaus Staël von Holstein och hans soldater från Skaraborgs regemente hade god överblick över de danska batterierna på Asphomarna, men kunde inte nå dem med sina musköter. Överste Staël von Holstein fick efter övertalning tillgång till några kanoner från artilleriförrådet i Göteborg. Under natten till den 24 juli sattes nya kanonbatterier upp på Hisingen och på morgonen började beskjutningen mot de oskyddade danskarna på Aspholmarna. De danska styrkorna avbröt anfallet mot Nya Älvsborg när tre galärer från Nya Varvet, Carolus, Wrede och Lucretia slutligen anföll mörsarbatteriet på Lilla Aspholmen och erövrade fyra stora mörsare, 60 bomber och tre tunnor krut. Förlusterna under belägringen var på den svenska sidan 30 stupade och 70 sårade, bland de sistnämnda fanns Lillie själv. På den danska sidan stupade 60 och sårades 73.
Försvaret av Nya Älvsborgs fästning väckte stor uppmärksamhet i hela Sverige och den tappre kommendanten Lillie förärades till och med ett eget ordspråk ”De danske plocka inga svenska Lillier”. Den danska blockeringen av inloppet till staden fortsatte, och beredskapen på de befintliga svenska befästningsverken förblev därför fortsatt hög. 

### Anfallet mot Nya Varvet 1719

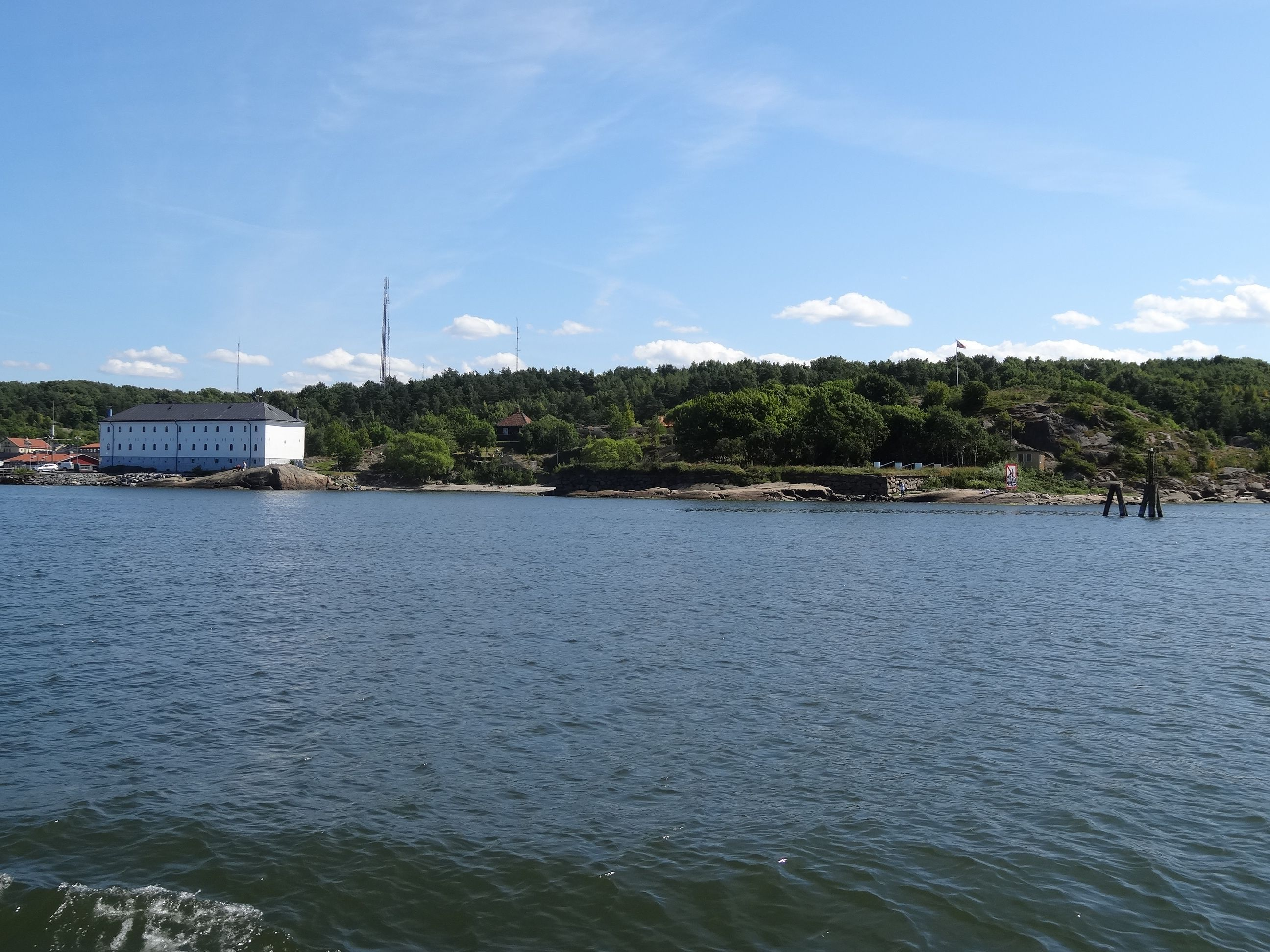
Lilla Billingen vid Nya Varvet i Göteborgs hamninlopp, sett från norr. Det lilla röda huset i bildens mitt är vaktstugan. Nuvarande byggnad från 1799 ersatte en äldre vaktbyggnad från tidigt 1700-tal på samma plats. Vid vattenbrynet ligger det låga batteriet, som använts som salutkanonbatteri in på 1980-talet. Inventariekammaren till vänster, "vita gaveln", fanns inte vid Tordenskjolds anfall utan byggdes 1754-1755.

I gryningen den 1 september lyckades en svensk styrka från Nya Varvet, att via Göta älv och Nordre älv överrumpla och tillfångata ett flertal danska fartyg vid Grötö. De beslagtagna fartygen var 1 galär, 1 bombardergaljot, 2 skottpråmar samt 5 transportfartyg. Med anledning av detta höjdes bevakningsgraden ytterligare då svenskarna befarade danska repressalier.
Under natten till den 27 september kom Tordenskjolds hämnd. Nio danska slupar från Marstrand, under ledning av kapten Oluf Budde, tog sig då med list förbi Älvsborgs fästning och ett antal svenska batterier i älvmynningen, mot Nya Varvet där resterna av Göteborgseskadern och de erövrade danska båtarna var förtöjda. Målet för anfallet var att återerövra de tidigare förlorade danska fartygen, och resterna av Göteborgseskadern, eller sätta eld på dem.

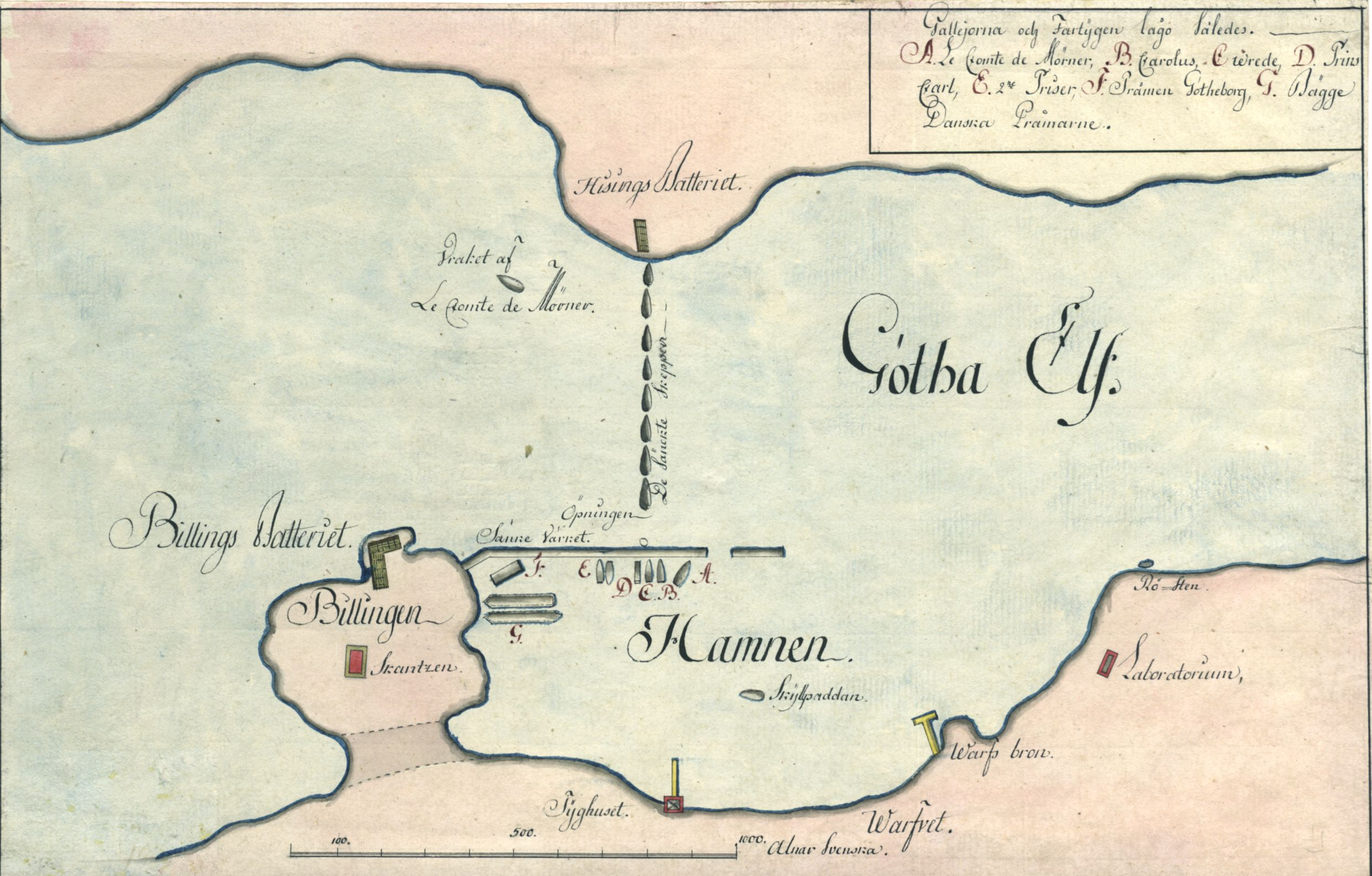
Detaljerad karta över Nya Varvet och inneliggande fartyg vid attacken.

 Under framryckningen blev danskarna upptäckta och anropade av den svenska vakten vid Käringberget, som undrade vilka det var, och han blev besvarad med att de var "Goda svenskar" som medförde "Svenska galejor". Krigslisten lyckades, och de blev på fri väg till den nästkommande vaktposteringen vid Caroli batteri, men eftersom de fått fri passage från föregående vaktpostering lät man dem passera. Väl framme vid Nya Varvet landsattes 30 danska soldater under ledning av kapten Kleve på hamnens sänkverk. De blev anropade av soldater ur det sachsiska regemente som för kvällen hade vakttjänst på Nya Varvet. Då tyskarna inte reagerade på danskarnas annorlunda svenska uttal, eller de uniformer som vänts med det blå fodret på de röda uniformsrockarna utåt, kunde danskarna bege sig mot toppen av Lilla Billingen där hamnvakten höll till. När de kom fram till vaktlokalen, Corps de garde, körde soldaterna in musköterna genom fönstren och Kleve rusade in med dragen pistol och uppmanade de tolv sachsiska soldaterna att ge sig. Chefen för vaktstyrkan, fänrik Franck, reste sig upp och sade förvirrat: Vad, ge sig? Varefter han blev nedskjuten av Kleve.
Efter det att vakten oskadliggjorts började Buddes soldater att försöka föra ut de fartyg som låg i hamnen, men flertalet fick lämnas kvar och sattes i brand. Bland annat den stora galären Carolus, och den något mindre Wrede. Under tiden anlände Tordenskjold personligen i en slup till Nya Varvet, men då hade larmet gått eftersom flera personer hade lyckats fly från Lilla Billingen under det inledande tumultet, och bland annat rapporterat till holmmajoren Ernbildt. Kanonbatterierna runt älvmynningen och på Nya Älvsborg bemannades och en eldgivning tog fart mot danskarna, som trots allt inte led några förluster utan lyckades undkomma, och fick också en galär med sig. Det största svenska fartyget i hamnen, kaparfregatten Le Comte de Mörner brann upp på Göta älv. Det här var den sista striden mellan Sverige och Danmark under stora nordiska kriget.